# ذخیره‌گاه طبیعی سوکونینگ
ذخیره‌گاه طبیعی سوکونینگ (به لاتین: Sookuninga Nature Reserve) یک منطقه حفاظت‌شده در استونی است که در استونی واقع شده‌است.